# Enriqueta Pascual Benigani
Enriqueta Pascual Benigani, también conocida como Enriqueta P. Benigani o Enriqueta Benigani (1905-Barcelona, 1969), fue una pintora y lacadora española.

## Biografía
Hermana del dibujante Alfred Pascual Benigani.
Fue un personaje clave del ambiente artístico barcelonés de los años 30, es conocida como colaboradora, en el arte del urushi, del xilógrafo Lluís Bracons i Sunyer, que fue su compañero sentimental durante unos años. A Bracons se le considera el introductor de esta técnica en Cataluña desde que empezó a enseñarla a la Escuela Superior de los Bellos Oficios de Barcelona en 1921. Se puede decir, aun así, que Enriqueta P. Benigani fue más que una mera colaboradora de Bracons. Dos hechos lo avalan: el primero es haber presentado a la Exposición Universal de Barcelona de 1929 como obra propia un biombo, El mercado de Calaf, que siempre ha sido adjudicado a él; ahora bien, en aquel momento, ninguno de los alumnos de Bracons ni Xavier Nogués ni nadie la denunció: en consecuencia, todo el mundo debía admitir su autoría. El segundo hecho es que, después de la separación, solo ella continuó dedicándose a las lacas, mientras Bracons, con su nueva compañera grabadora, se dedicó exclusivamente al grabado.
Su piso de la calle Brusi de Barcelona, una planta baja con jardín, estaba lleno de cuadros, estatuas y objetos de todo tipo: guardaba todo aquello que le podía sugerir o recordar algo. En la casa impartía clases de laca japonesa y era lugar de encuentro, de fiestas, de exposiciones, de actuaciones teatrales, de conciertos, etc. Se  reunían las principales personalidades artísticas de la época. Siempre dijo que había conseguido 3 medallas de oro: en 1923 en la exposición del mueble; en 1925 en el Salón de las Artes Decorativas de Pariera, con el Sant Jordi, obra que habían hecho posiblemente los dos, pero que solo firmaba él como único creador; y, en 1929, en la Exposición Internacional de Barcelona, con El mercado de Calaf. Con las lacas, E. Benigani revestía cigarreras, vasos, copas de metal, placas, biombos, plafones, etc. y también muebles y joyas. Hizo todos los objetos posibles. Además del nácar y de la plata incorporaba a las lacas la coquille de oeuf de unos pájaros marinos con los cuales conseguía el blanco. Antílopes, dianas cazadoras, palmeras, pájaros, peces, flores, figuras estilizadas, motivos geométricos y cubistas forman su iconografía. Aplicaba la laca sobre motivos modernos, porque pensaba que los motivos orientales no pertenecían a nuestra cultura. Los años 30 fueron sus años dorados, los años del Arte Déco, después de la separación de Bracons, en 1928. En el año 1934 expuso lacas en las Galerías Syra de Barcelona y conoció a la titiritera Teresa Riera y Llisas, que sería discípula suya y con quien mantendría una buena amistad. También consta que colaboró con el cartelista Francesc de Asís Galí, que hizo alguno de los diseños de sus plafones de laca.
En los 40, se inició su decadencia debido a una serie de hechos como la pérdida de importancia de las lacas entre los ricos, los problemas con la importación de materias primeras de Japón derivados de la Segunda Guerra Mundial, el exilio de Cambó, el cual siempre la protegió.
Los años 50 y 60 fueron de penuria económica. La ayudaban los amigos, pero acabó en la miseria. A veces se acercaba a la Escuela Massana con algunas obras para ver si alguien las compraba. Participó en la Exposición de Arte Japonés de esta escuela en 1961 con pequeñas piezas y El mercado de Calaf. Posiblemente le carecieron conocimientos artísticos, así como de composición, de dibujo, pero dominó la técnica de la urushi como nadie. Un día de 1969 la encontraron muerta en su jardín. Al día siguiente, los vecinos vieron cómo un camión se llevaba todos sus bienes, nadie sabe dónde fueron a parar. Gracias a las fotografías de su estudio que un vecino hizo en 1962 y a las de Miquel Galmes de 1964, podemos saber qué objetos de valor guardaba. La noticia de esta misteriosa desaparición se publicó al Diario de Barcelona el 28 de enero de 1971. Después, el nombre de Enriqueta Pascual Benigani cayó nuevamente en el olvido.
El Museo del Diseño de Barcelona conserva obras de Enriqueta Pascual, como por ejemplo una tabla tocador hecha por Joan Busquets y lacada por ella o Lluís Bracons, o bien un jarrón de cobre lacado y policromado.